# Edward Archibald
Edward Blake „Ed” Archibald  (ur. 29 marca 1884 w Toronto, zm. 20 marca 1965 tamże) – kanadyjski lekkoatleta specjalizujący się w skoku o tyczce, uczestnik letnich igrzysk olimpijskich w Londynie (1908), brązowy medalista olimpijski w skoku o tyczce.
W 1979 r. został wpisany do Canadian Olympic Hall of Fame.

## Sukcesy sportowe
| Rok  | Miasto | Zawody               | Konkurencja                      | Wynik                  |
| ---- | ------ | -------------------- | -------------------------------- | ---------------------- |
| 1906 | Ateny  | Letnia olimpiada     | pięciobój antyczny skok o tyczce | 7. miejsce 10. miejsce |
| 1908 | Londyn | Igrzyska olimpijskie | skok o tyczce                    | brązowy medal          |

## Rekordy życiowe
- skok o tyczce – 3,78 (1908)